# Navab
Navab (bengalščina: নবাব / নওয়াব, urdu: نواب, Devanagari: नवाब / नबाब, perzijska - arabščina: نواب) pisano tudi kot navaab, novab, nabob ali nobab, je bil vladarski  naslov, ki je pomenil suverenega vladarja južnoazijske države, ki je v marsičem primerljiv z naslovom kralj: odnos navaba do indijskega cesarja je bil primerjiv z odnosom saškega kralja do nemškega cesarja. V zgodnjem obdobju je naslov navaba podeljeval vladajoči mogulski cesar polavtonomnim muslimanskim vladarjem pokrajin ali kneževin na Indijski podcelini, podrejenim Mogulskemu cesarstvuj. Naslov je bil običajen za muslimanske vladarje v Južni Aziji in bil enakovreden naslovu maharadža in se ni podeljeval izključno muslimanom. 
Naslov navab se je običajno nanašal na moške in dobesedno pomeni 'podkralj'. Ženski ekvivalent naslova 'begum' ali 'navab begum'. Glavna naloga navaba je bila podpirati oblast mogulskega cesarja in upravljati svojo domeno.

## Zgodovina
Naziv 'navab' se je pogosto nanašal na kateregakoli muslimanskega vladarja v severni ali južni Indiji, medtem ko se je naziv 'nizam' uporabljal predvsem za visokega uradnika in dobesedno pomeni 'guverner regije'. Nizam Hiderabada v sedanjem Pakistanu je imel pod seboj navabe  Cuddapaha, Sira, Radžamundrija, Kurnuls, Čikakole idr. Nizam je bil njegov osebni naziv, ki mu ga je podelila mogulska vlada in temelji na nazivu 'nazim', ki pomeni 'višji uradnik'. Naziv nazim se še vedno uporablja za okrožne pobiralce davkov v mnogih delih Indije. Naziv navab se je podeljeval tudi Hindujcem in Sikhom, pa tudi velikim zamindarjem (zemljiškim posestnikom), a ne nujno vsem muslimanskim vladarjem. S propadom Britanskega imperija so naslov in pristojnosti, povezane z njim, v več provincah postale dedne.
Naziv "navabi" je bil podeljen tudi kot osebno odlikovanje izredne moči,  osebam in družinam, ki so vladale knežji državi za različne storitve vladi Britanske Indije. V nekaterih primerih so podeljene naslove spremljala tudi džagir darila, bodisi v denarnih prihodkih in dodatkih bodisi v posesti zemljišč. V obdobju britanske vladavine so poleg tradicionalnih naslovov, ki so jih voditelji že imeli zaradi vodstva, dobili naslove tudi poglavarji ali sardarji (upravitelji) velikih posesti ali pomembnih plemen.
Navab je poimenovanje, ki kaže na politični rang in moč v mogulski upravni hierarhiji. V britanskem obdobju se je izraz uporabljal za podeljeni državni častni naziv ranga brez pritikajoče uradniške funkcije. „Navab“ je množinska oblika arabske besede naib (namestnik), vendar se uporablja v ednini. V hindujščini se je beseda navab „[in se] izgovarja kot nabab, in Anglo-Indijci, ki so bili takrat bolj pod vplivom hindujščine kot katerega koli drugega indijskega jezika, so na splošno izgovarjali nomenklaturo v hindujskem slogu. Med bengalskimi pisci v devetnajstem stoletju sta bili obliki, navab in nabab, aktualni in tudi zdaj  imata obe besedi enak pomen med Bengalci. V smislu namestnika osrednje oblasti so bile pisarne navab v severni in južni Indiji. 
Obstaja močan razlog za domnevo, da je naslov "Navab" v smislu namestnika dobil veljavo preko Evropejcev, zlasti pri uradnikih iz Angleške vzhodnoindijske družbe, ki so ga vedno označevali kot navab ali nabab. 
Robert Clive je namestil Mir Džafarja kot masnada Bengalije, Biharja in Orise z naslovom "Navab", ne Nazim/Subahdar kot prej. Njegovi nasledniki so se vsi imenovali navabi. Leta 1793 so navabom odvzeli dolžnosti nizamata in ga spremenili v državnega upokojenca z novim naslovom - Navab Muršidabada. 
Pod britansko vladavino so navabi nadalje vladali raznim knežjim državam kot je bila f Avad, Amb, Bahavalpur, Balasinor, Baoni, Banganapale, Bopal, Kambaj, Džaora, Džunagad, Kurnul (glavno mesto Dekana), Kurvai, Mamdot, Multan, Palanpur, Pataudi, Radanpur, Rampur, Malerkotla, Sačin, Radžoli in Tonk. Drugi nekdanji vladarji, ki so nosili ta naziv, kot navabi Bengalije in Oudh, so Britanci ali drugi razlastili po koncu mogulske dinastije leta 1857.
Izraz navab je dobil najširšo veljavo v devetnajstem stoletju. Da bi motivirala bengalske vladajoče razrede k sodelovanju v skupnosti, je Aucklandova uprava (1836–1842) uvedla sistem podeljevanja častnih naslovov človekoljubnim in družbeno vodilnim ljudem. Naziv "Navab" je bil običajno podeljen tistim vplivnim ljudem, ki so imeli neko povezavo z nadzorom zemljišč, naslov pa je bil pripisan imenu zadevnega posestva ali vasi, kot so Navab iz Dake, Navab iz Danbarija (Tangail), Navab iz Ratanpurja (Comila) in tako naprej. V poznem osemnajstem in zgodnjem devetnajstem stoletju se je v Angliji razvil razred Anglo-Indijcev, imenovan Nabobi (iz navab> nabab> nabob). Anglo-Indijci, ki so se v Britanijo vrnili z bajnim bogastvom, ki so ga naredili v Indiji in so poskušali svoje bogastvo spremeniti v moč ein lastnino, so jih njihovi sodobniki zasmehovali kot "nabobe".

## Vladajoče družine navabov

### Vladajoče družine ob pristopu k Indijski uniji
- Navab Akbarpur - Asmatara Farida Begum
- Navab Mir Osman Ali Kan Bahadur, Nizam Hyderabadski
- Navab Ašvata
- Navab Babi iz Balasinorja
- Navab Banganapale, nekdanjega Masulipatama
- Navab Baoni-ja
- Navab Basai-ja, Navab Hvadža Muhamad Kan
- Navab Berarja tudi Mirza Berarski (pod Nizam Hyderabadski)
- Navab Bikampurja in Datavalija (Aligarha)
- Navab Bopala (ženska vladarica znana kot navab Begum Bopalska)
- Navabi  Kambaja (Kambaj)
- nekdanji  Navab Karnatski, povzdignjeni princi Arkota
- Navab Dudžana
- Navab Farukabada
- Navab Džaore
- Navab Sahib iz Džunagada
- Navab Maler Kotla
- Navab Muhamadgarja
- Navab Sahib Palanpurski (do 1910 z nazivom Divan)
- Navab Avada
- Navab Patharija
- Navab Radanpurja
- Navab Radžolija, Indija
- Navab Rampurja
- Navab Sačina
- Navab Sardana
- Navab Tonka, Indija

### Neksanje dinastije knežjih držav v Indiji, ukinjene pred neodvisnostjo
- Navab Kurvaija
- Navab Pataudija
- Navab Savanurja
- Navab Mamdota
- Navab Tarakote
- Navab Faruknagarja
- Navab Džadžarja
- Navab Surata

### Vladajoče družine ob priključitvi Pakistanu (vključno sedanji Bangladeš)
- Navab Amba
- Navab Bahavalpurja
- Navab Dake
- Navab Dira
- Navab Sahib Džunagada
- Navab Karnala, (Mandal-e-Naušervani)
- Navab Karana
- Navab Makrana
- Nawab Maler Kotla
- Navab Kalabaga (Mianvali okraj)

## Galerija
- Nekateri indijski navabi
- Azim-ud-Daula
- Hyder Beg Kan iz Avada
- Navabi na lovu na antilopo s svojimi azijskimi lovskimi gepardi
- Navab Avada
- Navabi in gepardi
- Navab Malik Amir Mohamad Kan Navab Kalabaga in vodja plemena Avan
- Afšaridi in Mogulski navab
- Muhamed Ali Kan Valadžah Navab Karnatike
- Šuja-ud-Daula Navab Avada
- Šuja-ud-Daula in njegovi sinovi
- Navabi v boju v  Bitka pri Panipatu (1761)
- Navab Karnatike v bitki
- Navab, v času vladavine mogulskega cesarja Šah Džahana
- Šuja-ud-Din Muhamad Kan Navab Bengalije
- Anvarudin Muhamed Kan Navab Karnatike
- Navab Bengalije